# فيليكس لاتزكه
فيليكس لاتزكه (بالألمانية: Felix Latzke)‏ (مواليد 1 فبراير 1942) هو لاعب كرة قدم.

## روابط خارجية
- فيليكس لاتزكه على موقع قاعدة بيانات كرة القدم.إي يو (الإنجليزية)
- فيليكس لاتزكه على موقع عالم كرة القدم.نت (الإنجليزية)